# Einar Nilsson (musiker)
Einar Sigvard Nilsson, född 2 juli 1924 i Påarp, Malmöhus län, död 10 januari 1995, var en svensk musikdirektör. 
Nilsson, som var son till trädgårdsmästaren Gustaf Vilhelm Nilsson och Signe Olga Rosberg, avlade högre kantorsexamen vid Kungliga Musikhögskolan 1945, högre organistexamen 1946 och musiklärarexamen 1949. Han var huvudlärare i musik vid Nicolaiskolan i Helsingborg från 1949 och musikkonsulent i Helsingborgs skoldirektion från 1964. Han var ledare inom kommunala musikskolan, organist i Bårslövs och Fjärestads församlingar, Helsingborgs klockspel och dirigent för Kvartettsångsällskapet i Helsingborg 1949–1963. Han medverkade i Sveriges Radio och TV. Han var ledamot av kyrkofullmäktige i Bårslövs församling. Han komponerade musik i samband med utställningar, jubileer och dylikt.